# أكمية ماريا ريجينا
أكمية ماريا ريجينا (الاسم العلمي:Aechmea mariae-reginae) هو نوع نباتي يتبع جنس الأكمية من فصيلة البروميلية.